# Llista de topònims d'Esplugues de Llobregat
Llista de topònims (noms propis de lloc) del municipi d'Esplugues de Llobregat, al Baix Llobregat
Informació actualitzada per un bot. Els canvis manuals es perdran quan s'actualitzi!

## aqüeducte
| imatge | Nom                                     | Ubicat a                                         | instància de      | Detalls                                                | coordenades                                                                           | Protecció                   | Commons (més fotos)                     | Dades a WD                    |
| ------ | --------------------------------------- | ------------------------------------------------ | ----------------- | ------------------------------------------------------ | ------------------------------------------------------------------------------------- | --------------------------- | --------------------------------------- | ----------------------------- |
|        | aqüeducte i bòbila de Can Nyac          | Esplugues de Llobregat l'Hospitalet de Llobregat | aqüeducte edifici | Estil: arquitectura popular                            | 41° 22′ 07″ N, 2° 05′ 31″ E / 41.368639°N,2.091979°E ca:Camí de Can Nyac              | bé cultural d'interès local | Aqüeducte i bòbila de Can Nyac          | Modifica les dades a Wikidata |
|        | aqüeducte sobre el torrent d'en Farré   | Esplugues de Llobregat l'Hospitalet de Llobregat | aqüeducte pont    | Estil: arquitectura popular 19th century Estat: malmès | 41° 22′ 07″ N, 2° 05′ 31″ E / 41.368647°N,2.091815°E ca:Can Nyac - Sant Feliu 41 msnm | bé cultural d'interès local | Aqüeducte sobre el torrent d'en Farré   | Modifica les dades a Wikidata |
|        | aqüeducte sobre el torrent de Can Clota | Esplugues de Llobregat                           | aqüeducte pont    | Estil: arquitectura popular                            | 41° 22′ 11″ N, 2° 05′ 43″ E / 41.369752°N,2.095259°E ca:Camí de Can Nyac              | bé cultural d'interès local | Aqüeducte sobre el torrent de Can Clota | Modifica les dades a Wikidata |

## arbre singular
| imatge | Nom                    | Ubicat a               | instància de                               | Detalls                               | coordenades                                                              | Protecció             | Commons (més fotos)    | Dades a WD                    |
| ------ | ---------------------- | ---------------------- | ------------------------------------------ | ------------------------------------- | ------------------------------------------------------------------------ | --------------------- | ---------------------- | ----------------------------- |
|        | Bellaombra Pota Grossa | Esplugues de Llobregat | arbre singular arbre amb valor patrimonial | Taxon: Bellaombra (Phytolacca dioica) | 41° 22′ 35″ N, 2° 05′ 48″ E / 41.376274°N,2.096601°E Parc de Can Vidalet | arbre d'interès local | Bellaombra Pota Grossa | Modifica les dades a Wikidata |
|        | alzina de Can Vidalet  | Esplugues de Llobregat | arbre singular                             | Taxon: alzina (Quercus ilex)          | 41° 22′ 35″ N, 2° 05′ 48″ E / 41.376526°N,2.096692°E                     |                       |                        | Modifica les dades a Wikidata |

## carrer
| imatge | Nom                  | Ubicat a               | instància de        | Detalls                     | coordenades                                       | Protecció                   | Commons (més fotos)                           | Dades a WD                    |
| ------ | -------------------- | ---------------------- | ------------------- | --------------------------- | ------------------------------------------------- | --------------------------- | --------------------------------------------- | ----------------------------- |
|        | carrer de Montserrat | Esplugues de Llobregat | carrer              | Estil: arquitectura popular | 41° 22′ 43″ N, 2° 05′ 22″ E / 41.3787°N,2.08953°E | bé cultural d'interès local | Carrer de Montserrat (Esplugues de Llobregat) | Modifica les dades a Wikidata |
|        | carrer de l'Església | Esplugues de Llobregat | carrer conjunt urbà | Estil: arquitectura popular | 41° 22′ 47″ N, 2° 05′ 18″ E / 41.3798°N,2.08833°E | bé cultural d'interès local | Carrer de l'Església (Esplugues de Llobregat) | Modifica les dades a Wikidata |

## casa
| imatge | Nom                             | Ubicat a               | instància de | Detalls                                                                  | coordenades                                                                                       | Protecció                                            | Commons (més fotos)                           | Dades a WD                    |
| ------ | ------------------------------- | ---------------------- | ------------ | ------------------------------------------------------------------------ | ------------------------------------------------------------------------------------------------- | ---------------------------------------------------- | --------------------------------------------- | ----------------------------- |
|        | Can Juncosa                     | Esplugues de Llobregat | casa         | Estil: arquitectura eclèctica                                            | 41° 22′ 43″ N, 2° 05′ 27″ E / 41.3785°N,2.09091°E ca:Sometents, 28                                | bé cultural d'interès local                          | Can Juncosa                                   | Modifica les dades a Wikidata |
|        | Can Parrot                      | Esplugues de Llobregat | casa         | Estil: noucentisme                                                       | 41° 22′ 59″ N, 2° 05′ 10″ E / 41.383°N,2.08606°E                                                  | bé cultural d'interès local                          | Can Parrot                                    | Modifica les dades a Wikidata |
|        | Can Rosselló                    | Esplugues de Llobregat | casa         | 19th century                                                             | 41° 22′ 44″ N, 2° 05′ 22″ E / 41.378897°N,2.089538°E ca:Carrer Montserrat, 44-48                  | bé cultural d'interès local                          | Can Roselló (Esplugues de Llobregat)          | Modifica les dades a Wikidata |
|        | Can Tinturé                     | Esplugues de Llobregat | casa         | Estil: modernisme català                                                 | 41° 22′ 43″ N, 2° 05′ 13″ E / 41.3785918204001°N,2.08680948137129°E ca:Església, 36               | bé cultural d'interès local                          | Can Tinturé                                   | Modifica les dades a Wikidata |
|        | Can Vidalet                     | Esplugues de Llobregat | casa         | Estil: arquitectura eclèctica                                            | 41° 22′ 34″ N, 2° 05′ 47″ E / 41.376°N,2.0965°E ca:Carrer del Molí                                | bé cultural d'interès local                          | Escola municipal Vicenta Vives                | Modifica les dades a Wikidata |
|        | Casa Iranzo                     | Esplugues de Llobregat | casa         | Estil: racionalisme arquitectònic                                        | 41° 23′ 01″ N, 2° 05′ 35″ E / 41.3835°N,2.093°E ca:Carrer Apel·les Mestres, 8-10                  | bé cultural d'interès local                          | Casa Iranzo                                   | Modifica les dades a Wikidata |
|        | Casa Juliachs                   | Esplugues de Llobregat | casa         | Estil: noucentisme                                                       | 41° 23′ 00″ N, 2° 06′ 00″ E / 41.3833°N,2.0999°E                                                  | bé cultural d'interès local                          | Casa Juliachs                                 | Modifica les dades a Wikidata |
|        | Casa Juncadella                 | Esplugues de Llobregat | casa         | Arquitecte: Enric Sagnier i Villavecchia Estil: noucentisme 18th century | 41° 22′ 54″ N, 2° 05′ 39″ E / 41.381621°N,2.094171°E ca:C. de Manuel Florentín Pérez, 26 124 msnm | bé cultural d'interès local                          | Casa Juncadella (Esplugues de Llobregat)      | Modifica les dades a Wikidata |
|        | Casa Llavinés                   | Esplugues de Llobregat | casa         | Estil: noucentisme                                                       | 41° 22′ 41″ N, 2° 05′ 23″ E / 41.3781293437315°N,2.089829569178°E ca:Carrer Montserrat, 15-19     | bé cultural d'interès local                          | Casa Llavinés                                 | Modifica les dades a Wikidata |
|        | Casa Massip                     | Esplugues de Llobregat | casa         | Estil: noucentisme                                                       | 41° 22′ 59″ N, 2° 05′ 58″ E / 41.383°N,2.0995°E                                                   | bé cultural d'interès local                          | Casa Massip                                   | Modifica les dades a Wikidata |
|        | Caseta de les Aigües            | Esplugues de Llobregat | casa         |                                                                          | 41° 23′ 31″ N, 2° 05′ 55″ E / 41.391909906411456°N,2.098721265792847°E                            |                                                      | Caseta de les Aigües (Esplugues de Llobregat) | Modifica les dades a Wikidata |
|        | Castell de Picalquers           | Esplugues de Llobregat | casa         | Estil: arquitectura popular                                              | 41° 23′ 00″ N, 2° 05′ 30″ E / 41.3834°N,2.09156°E ca:Pl. Doña Carolina, 1                         | bé d'interès cultural bé cultural d'interès nacional | Torre de Picalquers                           | Modifica les dades a Wikidata |
|        | Habitatges unifamiliars Pons    | Esplugues de Llobregat | casa         | Estil: arquitectura modernista Estat: enderrocat o destruït              | 41° 22′ 30″ N, 2° 05′ 09″ E / 41.375019°N,2.085843°E ca:Carretera de Cornellà, 42-62              | bé integrant del patrimoni cultural català           |                                               | Modifica les dades a Wikidata |
|        | Habitatges unifamiliars aïllats | Esplugues de Llobregat | casa         | Estil: racionalisme arquitectònic                                        | 41° 22′ 43″ N, 2° 05′ 31″ E / 41.378725°N,2.092072°E                                              | bé cultural d'interès local                          | Habitatges unifamiliars aïllats               | Modifica les dades a Wikidata |
|        | Mansana Pons                    | Esplugues de Llobregat | casa         | Estil: arquitectura modernista                                           | 41° 22′ 28″ N, 2° 05′ 07″ E / 41.3745°N,2.08529°E ca:Carrer Sant Francesc Xavier, 7-11            | bé cultural d'interès local                          | Casa Pons                                     | Modifica les dades a Wikidata |
|        | Torre del Senyor Domingo        | Esplugues de Llobregat | casa         | Estil: arquitectura modernista                                           | 41° 22′ 06″ N, 2° 05′ 11″ E / 41.3682°N,2.0864°E ca:Carrer Bruc, 78                               | bé cultural d'interès local                          | Torre del senyor Domingo                      | Modifica les dades a Wikidata |
|        | Vil·la Maria                    | Esplugues de Llobregat | casa         | Estil: noucentisme Estat: enderrocat o destruït                          | 41° 22′ 27″ N, 2° 05′ 07″ E / 41.374299°N,2.085394°E                                              | bé integrant del patrimoni cultural català           |                                               | Modifica les dades a Wikidata |
|        | Vil·la Pepita                   | Esplugues de Llobregat | casa         | Estil: noucentisme                                                       | 41° 22′ 28″ N, 2° 05′ 07″ E / 41.374486°N,2.085291°E                                              | bé cultural d'interès local                          | Casa Pons                                     | Modifica les dades a Wikidata |
|        | Vil·la Rosa                     | Esplugues de Llobregat | casa         | Estil: modernisme català                                                 | 41° 22′ 29″ N, 2° 05′ 07″ E / 41.374776°N,2.085188°E                                              | bé cultural d'interès local                          | Casa Termes                                   | Modifica les dades a Wikidata |
|        | can Tomba                       | Esplugues de Llobregat | casa         | Estil: arquitectura popular Estat: enderrocat o destruït                 | 92 msnm                                                                                           | bé integrant del patrimoni cultural català           | Can Tomba                                     | Modifica les dades a Wikidata |
|        | el Suís                         | Esplugues de Llobregat | casa         | Estil: arquitectura popular                                              | 41° 23′ 08″ N, 2° 06′ 02″ E / 41.3856°N,2.10057°E                                                 | bé cultural d'interès local                          | El Suís                                       | Modifica les dades a Wikidata |
|        | el Xiprer                       | Esplugues de Llobregat | casa         |                                                                          | 41° 22′ 25″ N, 2° 04′ 59″ E / 41.3736°N,2.08315°E                                                 | bé cultural d'interès local                          | Masia el Xiprer                               | Modifica les dades a Wikidata |

## edifici
| imatge | Nom                                                      | Ubicat a               | instància de                      | Detalls                                                              | coordenades | Protecció                                  | Commons (més fotos)                       | Dades a WD                    |
| ------ | -------------------------------------------------------- | ---------------------- | --------------------------------- | -------------------------------------------------------------------- | --- | ------------------------------------------ | ----------------------------------------- | ----------------------------- |
|        | Cal Pouplana                                             | Esplugues de Llobregat | edifici                           | Estil: noucentisme                                                   | 41° 22′ 36″ N, 2° 05′ 10″ E / 41.3767°N,2.08606°E                                                                     | bé integrant del patrimoni cultural català |                                           | Modifica les dades a Wikidata |
|        | Cal Quico                                                | Esplugues de Llobregat | edifici                           | Estil: noucentisme                                                   | 41° 22′ 36″ N, 2° 05′ 08″ E / 41.37663°N,2.08554°E                                                                    | bé integrant del patrimoni cultural català |                                           | Modifica les dades a Wikidata |
|        | Can Franco                                               | Esplugues de Llobregat | edifici                           |                                                                      | 41° 22′ 55″ N, 2° 05′ 26″ E / 41.381835°N,2.090603°E                                                                  | bé cultural d'interès local                |                                           | Modifica les dades a Wikidata |
|        | Casa Lluís Giralt i Rovira                               | Esplugues de Llobregat | edifici                           | Estil: noucentisme                                                   | 41° 22′ 40″ N, 2° 05′ 16″ E / 41.37768°N,2.08767°E                                                                    | bé integrant del patrimoni cultural català |                                           | Modifica les dades a Wikidata |
|        | Casa Mateo Piquet Creus                                  | Esplugues de Llobregat | edifici                           | Estil: noucentisme                                                   | 41° 22′ 41″ N, 2° 04′ 54″ E / 41.37801°N,2.08169°E                                                                    | bé integrant del patrimoni cultural català |                                           | Modifica les dades a Wikidata |
|        | Casa Palacios                                            | Esplugues de Llobregat | edifici                           |                                                                      | 41° 22′ 21″ N, 2° 05′ 00″ E / 41.37252°N,2.08345°E                                                                    | bé cultural d'interès local                |                                           | Modifica les dades a Wikidata |
|        | Cases en fila al carrer Jacint Verdaguer 24-42           | Esplugues de Llobregat | edifici                           | Estil: noucentisme                                                   | 41° 22′ 35″ N, 2° 05′ 09″ E / 41.3764°N,2.0857°E                                                                      | bé cultural d'interès local                |                                           | Modifica les dades a Wikidata |
|        | Cases unifamiliars al carrer Marquès d'Espanya           | Esplugues de Llobregat | edifici                           | Estil: noucentisme                                                   | 41° 22′ 15″ N, 2° 05′ 13″ E / 41.3709°N,2.08682°E                                                                     | bé integrant del patrimoni cultural català |                                           | Modifica les dades a Wikidata |
|        | Conjunt esportiu municipal les Moreres                   | Esplugues de Llobregat | edifici                           | Estat: enderrocat o destruït                                         | 41° 22′ 49″ N, 2° 05′ 14″ E / 41.380154°N,2.087113°E                                                                  | bé integrant del patrimoni cultural català | Conjunt esportiu municipal les Moreres    | Modifica les dades a Wikidata |
|        | Edifici EGB                                              | Esplugues de Llobregat | edifici                           | Arquitecte: Oriol Bohigas i Guardiola Josep Maria Martorell i Codina | 41° 22′ 46″ N, 2° 05′ 48″ E / 41.37945833°N,2.09678056°E ca:Carrer Sant Mateu 13                                      | bé cultural d'interès local                | Escola Garbí                              | Modifica les dades a Wikidata |
|        | Finca les Torres del Comte de Montseny                   | Esplugues de Llobregat | edifici                           |                                                                      | 41° 22′ 42″ N, 2° 05′ 28″ E / 41.3783°N,2.09111°E                                                                     | bé cultural d'interès local                | Finca de les Torres del Comte de Montseny | Modifica les dades a Wikidata |
|        | Fàbrica Rocador                                          | Esplugues de Llobregat | edifici                           |                                                                      | 41° 22′ 19″ N, 2° 05′ 29″ E / 41.37194°N,2.09128°E                                                                    | bé cultural d'interès local                |                                           | Modifica les dades a Wikidata |
|        | Habitatges unifamiliars i balcó gòtic                    | Esplugues de Llobregat | edifici                           |                                                                      | 41° 22′ 45″ N, 2° 05′ 22″ E / 41.37905°N,2.08945°E                                                                    | bé cultural d'interès local                |                                           | Modifica les dades a Wikidata |
|        | Los Tres Molinos                                         | Esplugues de Llobregat | edifici Ús: supermercat           |                                                                      | 41° 22′ 56″ N, 2° 05′ 59″ E / 41.382224°N,2.099771°E ca:Avinguda dels Països Catalans, 80                             | bé cultural d'interès local                | Los Tres Molinos                          | Modifica les dades a Wikidata |
|        | Molí de Can Fàbregas                                     | Esplugues de Llobregat | edifici                           | Estil: arquitectura popular                                          | 41° 22′ 49″ N, 2° 05′ 25″ E / 41.380389°N,2.090326°E ca:Carrer Sometents, dins el parc                                | bé cultural d'interès local                | Molí de Can Fàbregas                      | Modifica les dades a Wikidata |
|        | Parc de la Solidaritat                                   | Esplugues de Llobregat | edifici                           |                                                                      | 41° 22′ 23″ N, 2° 05′ 38″ E / 41.3731°N,2.094°E                                                                       | bé integrant del patrimoni cultural català | Parc de la Solidaritat                    | Modifica les dades a Wikidata |
|        | Plafons de ceràmica de l'edifici al carrer Santa Rosa 24 | Esplugues de Llobregat | edifici                           |                                                                      | 41° 23′ 05″ N, 2° 06′ 05″ E / 41.38485°N,2.10142°E                                                                    | bé cultural d'interès local                |                                           | Modifica les dades a Wikidata |
|        | Torre Antoni Giralt i Rovira                             | Esplugues de Llobregat | edifici                           | Estil: noucentisme                                                   | 41° 22′ 39″ N, 2° 05′ 20″ E / 41.37758°N,2.08888°E                                                                    | bé integrant del patrimoni cultural català |                                           | Modifica les dades a Wikidata |
|        | Torre Guillem Rosselló                                   | Esplugues de Llobregat | edifici                           | Estil: noucentisme                                                   | 41° 22′ 44″ N, 2° 05′ 22″ E / 41.37895°N,2.08938°E                                                                    | bé integrant del patrimoni cultural català |                                           | Modifica les dades a Wikidata |
|        | Torre Josefina Maynadé de Lorenzana                      | Esplugues de Llobregat | edifici                           | Estil: noucentisme                                                   | 41° 22′ 32″ N, 2° 04′ 59″ E / 41.37558°N,2.08307°E                                                                    | bé integrant del patrimoni cultural català |                                           | Modifica les dades a Wikidata |
|        | l'Avenç                                                  | Esplugues de Llobregat | edifici estructura arquitectònica | Estil: noucentisme                                                   | 41° 22′ 38″ N, 2° 05′ 09″ E / 41.377140045166016°N,2.0857229232788086°E ca:Àngel Guimerà, 27-29 / Josep Campreciós, 6 | bé integrant del patrimoni cultural català |                                           | Modifica les dades a Wikidata |

## edifici escolar
| imatge | Nom                              | Ubicat a               | instància de    | Detalls | coordenades                                        | Protecció                   | Commons (més fotos) | Dades a WD                    |
| ------ | -------------------------------- | ---------------------- | --------------- | ------- | -------------------------------------------------- | --------------------------- | ------------------- | ----------------------------- |
|        | Col·legi Matilde Orduña          | Esplugues de Llobregat | edifici escolar |         | 41° 22′ 35″ N, 2° 05′ 55″ E / 41.37641°N,2.09856°E | bé cultural d'interès local |                     | Modifica les dades a Wikidata |
|        | Edifici de BUP de l'Escola Garbí | Esplugues de Llobregat | edifici escolar |         | 41° 22′ 47″ N, 2° 05′ 49″ E / 41.37972°N,2.09686°E | bé cultural d'interès local |                     | Modifica les dades a Wikidata |

## edifici industrial
| imatge | Nom                    | Ubicat a               | instància de            | Detalls                          | coordenades                                                                                  | Protecció                   | Commons (més fotos)             | Dades a WD                    |
| ------ | ---------------------- | ---------------------- | ----------------------- | -------------------------------- | -------------------------------------------------------------------------------------------- | --------------------------- | ------------------------------- | ----------------------------- |
|        | Fàbrica Baronda        | Esplugues de Llobregat | edifici industrial      |                                  | 41° 22′ 32″ N, 2° 05′ 26″ E / 41.375518798828125°N,2.090435028076172°E ca:Carrer Riba, 28-32 |                             |                                 | Modifica les dades a Wikidata |
|        | Fàbrica Pujol i Bausis | Esplugues de Llobregat | edifici industrial forn | Estil: arquitectura popular 1858 | 41° 22′ 42″ N, 2° 05′ 10″ E / 41.37836°N,2.08615°E ca:Passatge del Puig d'Ossa               | bé cultural d'interès local | Museu de Ceràmica 'La Rajoleta' | Modifica les dades a Wikidata |

## edifici residencial
| imatge | Nom                 | Ubicat a               | instància de        | Detalls                       | coordenades | Protecció                   | Commons (més fotos) | Dades a WD                    |
| ------ | ------------------- | ---------------------- | ------------------- | ----------------------------- | --- | --------------------------- | ------------------- | ----------------------------- |
|        | Can Junyent         | Esplugues de Llobregat | edifici residencial | Estil: arquitectura eclèctica | 41° 22′ 42″ N, 2° 05′ 25″ E / 41.378387451171875°N,2.0904109477996826°E ca:Carrer Sometents, 13 i 15                              | bé cultural d'interès local |                     | Modifica les dades a Wikidata |
|        | Casa Xavier Corberó | Esplugues de Llobregat | edifici residencial |                               | 41° 22′ 46″ N, 2° 05′ 19″ E / 41.37944793701172°N,2.088663101196289°E ca:Carrer Església, 84-100 / Carrer Montserrat, 65, 67, 69b |                             | Espai XC            | Modifica les dades a Wikidata |
|        | Edifici Plaça       | Esplugues de Llobregat | edifici residencial |                               | 41° 22′ 40″ N, 2° 05′ 17″ E / 41.3777961730957°N,2.0881900787353516°E ca:Plaça de Santa Magdalena, 10-11                          |                             |                     | Modifica les dades a Wikidata |
|        | Edificis Símbol     | Esplugues de Llobregat | edifici residencial |                               | 41° 22′ 34″ N, 2° 05′ 19″ E / 41.375972747802734°N,2.0885090827941895°E ca:Av. de Cornellà, 13-15; 17-21, 23-25                   |                             | Edificis Symbol     | Modifica les dades a Wikidata |

## església
| imatge | Nom                                                 | Ubicat a               | instància de     | Detalls                       | coordenades                                                                  | Protecció                   | Commons (més fotos)                                 | Dades a WD                    |
| ------ | --------------------------------------------------- | ---------------------- | ---------------- | ----------------------------- | ---------------------------------------------------------------------------- | --------------------------- | --------------------------------------------------- | ----------------------------- |
|        | Sant Pere Màrtir                                    | Esplugues de Llobregat | església capella | Estat: ruïnós                 | 41° 23′ 37″ N, 2° 05′ 53″ E / 41.3935157984741°N,2.09804790701768°E 388 msnm |                             | Ermita de Sant Pere Màrtir (Esplugues de Llobregat) | Modifica les dades a Wikidata |
|        | Santa Magdalena d'Esplugues                         | Esplugues de Llobregat | església         | Estil: arquitectura eclèctica | 41° 22′ 47″ N, 2° 05′ 21″ E / 41.3797°N,2.08928°E ca:Plaça de l'Església     | bé cultural d'interès local | Església de Santa Magdalena d'Esplugues             | Modifica les dades a Wikidata |
|        | capella del Cementiri Vell d'Esplugues de Llobregat | Esplugues de Llobregat | església capella | Estil: arquitectura eclèctica | 41° 22′ 45″ N, 2° 05′ 02″ E / 41.379179°N,2.084001°E                         | bé cultural d'interès local |                                                     | Modifica les dades a Wikidata |

## habitatge unifamiliar
| imatge | Nom           | Ubicat a               | instància de          | Detalls                           | coordenades                                                                      | Protecció                                  | Commons (més fotos) | Dades a WD                    |
| ------ | ------------- | ---------------------- | --------------------- | --------------------------------- | -------------------------------------------------------------------------------- | ------------------------------------------ | ------------------- | ----------------------------- |
|        | Casa Moratiel | Esplugues de Llobregat | habitatge unifamiliar | Estil: racionalisme arquitectònic | 41° 22′ 57″ N, 2° 05′ 33″ E / 41.3826°N,2.09257°E ca:Carrer Apel·les Mestres, 19 | bé cultural d'interès local                | Casa Moratiel       | Modifica les dades a Wikidata |
|        | Casa Valls    | Esplugues de Llobregat | habitatge unifamiliar | Estil: racionalisme arquitectònic | 41° 23′ 03″ N, 2° 05′ 29″ E / 41.3842°N,2.09147°E                                | bé integrant del patrimoni cultural català | Casa Alonso         | Modifica les dades a Wikidata |

## masia
| imatge | Nom            | Ubicat a               | instància de                     | Detalls                                                                                              | coordenades                                                                           | Protecció                                  | Commons (més fotos)                   | Dades a WD                    |
| ------ | -------------- | ---------------------- | -------------------------------- | --- | ------------------------------------------------------------------------------------- | ------------------------------------------ | ------------------------------------- | ----------------------------- |
|        | Ca l'Esteve    | Esplugues de Llobregat | masia                            | Estat: ruïnós                                                                                        | 41° 22′ 39″ N, 2° 05′ 36″ E / 41.37757777777778°N,2.0933944444444443°E                |                                            | Ca l'Esteve (Esplugues de Llobregat)  | Modifica les dades a Wikidata |
|        | Ca l'Estudiant | Esplugues de Llobregat | masia                            | Estil: arquitectura popular                                                                          | 41° 22′ 57″ N, 2° 05′ 14″ E / 41.3824°N,2.08711°E                                     | bé cultural d'interès local                | Ca l'Estudiant                        | Modifica les dades a Wikidata |
|        | Ca n'Oliveres  | Esplugues de Llobregat | masia                            | Estil: arquitectura popular Estat: en perill                                                         | 41° 22′ 38″ N, 2° 06′ 02″ E / 41.3773°N,2.10065°E ca:Av. Laureà Miró, s/n             | bé cultural d'interès local                | Ca n'Oliveres                         | Modifica les dades a Wikidata |
|        | Can Bialet     | Esplugues de Llobregat | masia                            | Estil: arquitectura popular                                                                          | 41° 22′ 46″ N, 2° 05′ 22″ E / 41.379435°N,2.089564°E ca:Carrer Montserrat, 16         | bé cultural d'interès local                | Can Bialet                            | Modifica les dades a Wikidata |
|        | Can Brillas    | Esplugues de Llobregat | masia celler Ús: centre cultural | Estil: modernisme català                                                                             | 41° 22′ 39″ N, 2° 05′ 06″ E / 41.377372°N,2.084862°E ca:Àngel Guimerà, 32-46          | bé cultural d'interès local                | Casal de Cultura Robert Brillas       | Modifica les dades a Wikidata |
|        | Can Cadena     | Esplugues de Llobregat | masia                            | Estat: ruïnós                                                                                        | 41° 22′ 40″ N, 2° 05′ 36″ E / 41.377878°N,2.093425°E                                  | bé cultural d'interès local                | Can Cadena (Esplugues de Llobregat)   | Modifica les dades a Wikidata |
|        | Can Cargol     | Esplugues de Llobregat | masia                            | Estil: arquitectura popular                                                                          | 41° 22′ 46″ N, 2° 05′ 21″ E / 41.3795°N,2.08925°E ca:Carrer Montserrat, 64            | bé cultural d'interès local                | Can Cargol                            | Modifica les dades a Wikidata |
|        | Can Casanovas  | Esplugues de Llobregat | masia                            | Arquitecte: Antoni Maria Gallissà i Soqué Jacint Torres i Reyató Estil: arquitectura modernista 1900 | 41° 22′ 47″ N, 2° 05′ 17″ E / 41.3797°N,2.08806°E ca:Església, 64-82                  | bé integrant del patrimoni cultural català | Monestir de Santa Maria de Montsió    | Modifica les dades a Wikidata |
|        | Can Cervera    | Esplugues de Llobregat | masia                            | Estil: arquitectura popular                                                                          | 41° 22′ 07″ N, 2° 05′ 41″ E / 41.3687°N,2.09483°E ca:Anselm Clavé                     | bé cultural d'interès local                | Can Cervera                           | Modifica les dades a Wikidata |
|        | Can Clota      | Esplugues de Llobregat | masia                            | Estil: arquitectura popular                                                                          | 41° 22′ 35″ N, 2° 05′ 40″ E / 41.37635°N,2.094317°E ca:Laureà Miró                    | bé cultural d'interès local                | Can Clota                             | Modifica les dades a Wikidata |
|        | Can Cortada    | Esplugues de Llobregat | masia                            | Estil: arquitectura popular                                                                          | 41° 22′ 49″ N, 2° 05′ 20″ E / 41.3802°N,2.08897°E ca:Pl. Pare Pere Miquel, 1-3        | bé cultural d'interès local                | Can Cortada (Esplugues de Llobregat)  | Modifica les dades a Wikidata |
|        | Can Diví       | Esplugues de Llobregat | masia                            | | 41° 22′ 36″ N, 2° 05′ 37″ E / 41.3766916725776°N,2.09370026326436°E                   |                                            |                                       | Modifica les dades a Wikidata |
|        | Can Fàbregas   | Esplugues de Llobregat | masia                            | | 41° 22′ 47″ N, 2° 05′ 30″ E / 41.3798°N,2.09155°E ca:Carrer Sometents, dins el parc   | bé cultural d'interès local                | Can Fàbregas                          | Modifica les dades a Wikidata |
|        | Can Moragues   | Esplugues de Llobregat | masia                            | | 41° 23′ 14″ N, 2° 05′ 50″ E / 41.3871677138235°N,2.09717881193364°E                   |                                            |                                       | Modifica les dades a Wikidata |
|        | Can Pi         | Esplugues de Llobregat | masia                            | Estil: arquitectura popular                                                                          | 41° 22′ 48″ N, 2° 05′ 21″ E / 41.3799°N,2.08916°E ca:Plaça Pare Miquel d'Esplugues, 5 | bé cultural d'interès local                | Can Pi                                | Modifica les dades a Wikidata |
|        | Can Ramoneda   | Esplugues de Llobregat | masia casa pairal                | Estil: arquitectura popular 1471                                                                     | 41° 22′ 48″ N, 2° 05′ 19″ E / 41.379864°N,2.088577°E ca:C. de l'Església, 99-103      | bé cultural d'interès local                | Can Ramoneda (Esplugues de Llobregat) | Modifica les dades a Wikidata |

## mausoleu
| imatge | Nom                          | Ubicat a               | instància de | Detalls                                                                                         | coordenades                                                                                  | Protecció                                  | Commons (més fotos) | Dades a WD                    |
| ------ | ---------------------------- | ---------------------- | ------------ | ----------------------------------------------------------------------------------------------- | -------------------------------------------------------------------------------------------- | ------------------------------------------ | ------------------- | ----------------------------- |
|        | Panteó Garí                  | Esplugues de Llobregat | mausoleu     | Arquitecte: Josep Puig i Cadafalch Estil: arquitectura modernista arquitectura neoclàssica 1903 | 41° 22′ 45″ N, 2° 05′ 01″ E / 41.379288°N,2.083653°E Cementiri Vell d'Esplugues de Llobregat | bé integrant del patrimoni cultural català |                     | Modifica les dades a Wikidata |
|        | Panteó Pujol                 | Esplugues de Llobregat | mausoleu     |                                                                                                 | Cementiri Vell d'Esplugues de Llobregat                                                      | bé integrant del patrimoni cultural català |                     | Modifica les dades a Wikidata |
|        | Panteó de Ramon de Sentmenat | Esplugues de Llobregat | mausoleu     |                                                                                                 | Cementiri Vell d'Esplugues de Llobregat                                                      | bé integrant del patrimoni cultural català |                     | Modifica les dades a Wikidata |
|        | Tomba d'en Josep Pujol       | Esplugues de Llobregat | mausoleu     |                                                                                                 | Cementiri Vell d'Esplugues de Llobregat                                                      | bé integrant del patrimoni cultural català |                     | Modifica les dades a Wikidata |

## monument
| imatge | Nom                                  | Ubicat a               | instància de              | Detalls                      | coordenades | Protecció | Commons (més fotos) | Dades a WD                    |
| ------ | ------------------------------------ | ---------------------- | ------------------------- | ---------------------------- | --- | --------- | ------------------- | ----------------------------- |
|        | Atrium Libertatis                    | Esplugues de Llobregat | monument                  |                              | 41° 22′ 23″ N, 2° 05′ 36″ E / 41.373172760009766°N,2.0933420658111572°E ca:Carrer Lleialtat                       |           |                     | Modifica les dades a Wikidata |
|        | Escultura Alba                       | Esplugues de Llobregat | monument                  |                              | 41° 22′ 38″ N, 2° 05′ 19″ E / 41.37717056274414°N,2.088706970214844°E ca:Plaça de Santa Magdalena                 |           |                     | Modifica les dades a Wikidata |
|        | Escultura Entre el sueño y el deseo  | Esplugues de Llobregat | monument                  |                              | 41° 22′ 23″ N, 2° 05′ 42″ E / 41.37312698364258°N,2.0949840545654297°E ca:Parc de la Solidaritat                  |           |                     | Modifica les dades a Wikidata |
|        | Escultura en homenatge a Laureà Miró | Esplugues de Llobregat | monument                  |                              | 41° 22′ 35″ N, 2° 05′ 59″ E / 41.37639617919922°N,2.099776029586792°E ca:Plaça Jacinto Benavente                  |           |                     | Modifica les dades a Wikidata |
|        | Escultura Ànima (Sant Joan de Déu)   | Esplugues de Llobregat | monument obra escultòrica | Creador: Jaume Plensa i Suñé | 41° 23′ 02″ N, 2° 06′ 07″ E / 41.383785247802734°N,2.1020500659942627°E ca:Hospital de Sant Joan de Déu           |           |                     | Modifica les dades a Wikidata |
|        | Grup escultòric Família              | Esplugues de Llobregat | monument                  |                              | 41° 22′ 43″ N, 2° 05′ 13″ E / 41.37874984741211°N,2.0870189666748047°E ca:Jardins de Can Tintorer                 |           |                     | Modifica les dades a Wikidata |
|        | Grup escultòric Trobada              | Esplugues de Llobregat | monument                  |                              | 41° 22′ 47″ N, 2° 05′ 17″ E / 41.379859924316406°N,2.08804988861084°E ca:Carrer Església / Carrer Montserrat Roig |           |                     | Modifica les dades a Wikidata |

## nucli de població
| imatge | Nom             | Ubicat a               | instància de      | Detalls | coordenades                                                         | Protecció | Commons (més fotos)                   | Dades a WD                    |
| ------ | --------------- | ---------------------- | ----------------- | ------- | ------------------------------------------------------------------- | --------- | ------------------------------------- | ----------------------------- |
|        | Can Vidalet     | Esplugues de Llobregat | nucli de població |         | 41° 22′ 19″ N, 2° 05′ 52″ E / 41.371833°N,2.097745°E                |           |                                       | Modifica les dades a Wikidata |
|        | Ciutat Diagonal | Esplugues de Llobregat | nucli de població |         | 41° 23′ 09″ N, 2° 05′ 32″ E / 41.385795608715°N,2.09222234573137°E  |           | Ciutat Diagonal                       | Modifica les dades a Wikidata |
|        | Finestrelles    | Esplugues de Llobregat | nucli de població |         | 41° 23′ 11″ N, 2° 06′ 02″ E / 41.3863210544987°N,2.10063509345964°E |           | Finestrelles (Esplugues de Llobregat) | Modifica les dades a Wikidata |

## parada de tramvia
| imatge | Nom                         | Ubicat a               | instància de      | Detalls                     | coordenades                                                       | Protecció | Commons (més fotos)            | Dades a WD                    |
| ------ | --------------------------- | ---------------------- | ----------------- | --------------------------- | ----------------------------------------------------------------- | --------- | ------------------------------ | ----------------------------- |
|        | Estació de Ca n'Oliveres    | Esplugues de Llobregat | parada de tramvia | Anomenat per: Ca n'Oliveres | 41° 22′ 36″ N, 2° 05′ 54″ E / 41.376627777778°N,2.0984472222222°E |           |                                | Modifica les dades a Wikidata |
|        | Estació de Can Clota        | Esplugues de Llobregat | parada de tramvia | Anomenat per: Can Clota     | 41° 22′ 37″ N, 2° 05′ 37″ E / 41.376941666667°N,2.093525°E        |           | Can Clota Trambaix stop        | Modifica les dades a Wikidata |
|        | Estació de Montesa          | Esplugues de Llobregat | parada de tramvia |                             | 41° 22′ 11″ N, 2° 04′ 51″ E / 41.369669444444°N,2.0809138888889°E |           |                                | Modifica les dades a Wikidata |
|        | Estació de Pont d'Esplugues | Esplugues de Llobregat | parada de tramvia |                             | 41° 22′ 37″ N, 2° 05′ 19″ E / 41.376827777778°N,2.0885861111111°E |           | Pont d'Esplugues Trambaix stop | Modifica les dades a Wikidata |
|        | Estació de la Sardana       | Esplugues de Llobregat | parada de tramvia |                             | 41° 22′ 22″ N, 2° 05′ 02″ E / 41.372755555556°N,2.0838111111111°E |           |                                | Modifica les dades a Wikidata |

## plaça
| imatge | Nom                   | Ubicat a                                         | instància de | Detalls                     | coordenades                                                           | Protecció                   | Commons (més fotos)   | Dades a WD                    |
| ------ | --------------------- | ------------------------------------------------ | ------------ | --------------------------- | --------------------------------------------------------------------- | --------------------------- | --------------------- | ----------------------------- |
|        | plaça de la Bòbila    | l'Hospitalet de Llobregat Esplugues de Llobregat | plaça        |                             | 41° 22′ 23″ N, 2° 06′ 03″ E / 41.37316666666667°N,2.100972222222222°E |                             |                       | Modifica les dades a Wikidata |
|        | plaça del Pare Miquel | Esplugues de Llobregat                           | plaça        | Estil: arquitectura popular | 41° 22′ 47″ N, 2° 05′ 20″ E / 41.3798°N,2.08899°E                     | bé cultural d'interès local | Plaça del Pare Miquel | Modifica les dades a Wikidata |

## polígon industrial
| imatge | Nom                         | Ubicat a               | instància de       | Detalls | coordenades                                                         | Protecció | Commons (més fotos) | Dades a WD                    |
| ------ | --------------------------- | ---------------------- | ------------------ | ------- | ------------------------------------------------------------------- | --------- | ------------------- | ----------------------------- |
|        | Polígon industrial El Gall  | Esplugues de Llobregat | polígon industrial |         | 41° 22′ 20″ N, 2° 04′ 49″ E / 41.3721618897612°N,2.08020309830687°E |           |                     | Modifica les dades a Wikidata |
|        | Polígon industrial La Plana | Esplugues de Llobregat | polígon industrial |         | 41° 22′ 14″ N, 2° 05′ 21″ E / 41.3705491900414°N,2.08921778976952°E |           |                     | Modifica les dades a Wikidata |

## pont
| imatge | Nom              | Ubicat a                              | instància de                         | Detalls                                                 | coordenades                                                             | Protecció                                  | Commons (més fotos)               | Dades a WD                    |
| ------ | ---------------- | ------------------------------------- | ------------------------------------ | ------------------------------------------------------- | ----------------------------------------------------------------------- | ------------------------------------------ | --------------------------------- | ----------------------------- |
|        | Pont Nou         | Esplugues de Llobregat                | pont pont de vianants pont atirantat | 1994-03-25 Llarg: 72m Ample: 4m Alt: 28m                | 41° 22′ 25″ N, 2° 05′ 26″ E / 41.37372507838543°N,2.0906531810760502°E  |                                            | Pont Nou (Esplugues de Llobregat) | Modifica les dades a Wikidata |
|        | Pont d'en Clota  | Baix Llobregat Esplugues de Llobregat | pont                                 | Estil: arquitectura popular Hi passa: N-340             | 41° 22′ 37″ N, 2° 05′ 41″ E / 41.376866°N,2.094675°E                    | bé integrant del patrimoni cultural català | Pont d'en Clota                   | Modifica les dades a Wikidata |
|        | pont del Barranc | Esplugues de Llobregat                | pont                                 | 18th century Hi passa: N-340 Línia T1 Línia T2 Línia T3 | 41° 22′ 38″ N, 2° 05′ 24″ E / 41.377203048311024°N,2.0901006460189824°E |                                            | Pont d'Esplugues                  | Modifica les dades a Wikidata |

## tanca
| imatge | Nom                                              | Ubicat a               | instància de | Detalls                           | coordenades                                        | Protecció                   | Commons (més fotos) | Dades a WD                    |
| ------ | ------------------------------------------------ | ---------------------- | ------------ | --------------------------------- | -------------------------------------------------- | --------------------------- | ------------------- | ----------------------------- |
|        | Reixa de la tanca American School of Barcelona   | Esplugues de Llobregat | tanca        | Estil: historicisme arquitectònic | 41° 23′ 03″ N, 2° 05′ 04″ E / 41.38405°N,2.08438°E | bé cultural d'interès local |                     | Modifica les dades a Wikidata |
|        | Tanca de la finca del carrer Doctor Gimeno 12-14 | Esplugues de Llobregat | tanca        |                                   | 41° 23′ 06″ N, 2° 05′ 09″ E / 41.38494°N,2.08591°E | bé cultural d'interès local |                     | Modifica les dades a Wikidata |

## Misc
| imatge | Nom                                                  | Ubicat a | instància de                                                                   | Detalls                                                                                       | coordenades | Protecció                                            | Commons (més fotos)                       | Dades a WD                    |
| ------ | ---------------------------------------------------- | --- | ------------------------------------------------------------------------------ | --------------------------------------------------------------------------------------------- | --- | ---------------------------------------------------- | ----------------------------------------- | ----------------------------- |
|        | B-20                                                 | Barcelona Sant Andreu Horta-Guinardó Gràcia Sarrià - Sant Gervasi les Corts Esplugues de Llobregat l'Hospitalet de Llobregat Cornellà de Llobregat | carretera                                                                      | Llarg: 26km                                                                                   | 41° 24′ 45″ N, 2° 07′ 44″ E / 41.41239167°N,2.12893056°E |                                                      | Ronda de Dalt                             | Modifica les dades a Wikidata |
|        | Barriada Pi i Margall                                | Esplugues de Llobregat | barri districte històric                                                       | Estil: arquitectura popular 20th century                                                      | 41° 22′ 41″ N, 2° 05′ 38″ E / 41.37794°N,2.093915°E ca:C. Sant Llorenç, 2-34.                                                                                          | bé cultural d'interès local                          | Barriada Pi i Margall                     | Modifica les dades a Wikidata |
|        | Bateria antiaèria de Sant Pere Màrtir                | Esplugues de Llobregat | búnquer edifici                                                                |                                                                                               | 41° 23′ 33″ N, 2° 05′ 50″ E / 41.392632°N,2.097098°E 371 msnm |                                                      | Bateria antiaèria de Sant Pere Màrtir     | Modifica les dades a Wikidata |
|        | Capella del Cementiri Vell d'Esplugues               | Esplugues de Llobregat | capella                                                                        |                                                                                               | | bé cultural d'interès nacional                       |                                           | Modifica les dades a Wikidata |
|        | Casa de la Vila d'Esplugues de Llobregat             | Esplugues de Llobregat | casa consistorial                                                              | Estil: arquitectura popular                                                                   | 41° 22′ 39″ N, 2° 05′ 19″ E / 41.377578°N,2.088544°E ca:Plaça Santa Magdalena, 5-6                                                                                     | bé cultural d'interès local                          | Casa de la Vila d'Esplugues de Llobregat  | Modifica les dades a Wikidata |
|        | Cementiri Vell d'Esplugues de Llobregat              | Esplugues de Llobregat | cementiri                                                                      | Estil: arquitectura eclèctica 1854                                                            | 41° 22′ 45″ N, 2° 05′ 02″ E / 41.3792°N,2.084°E ca:Camí Cementiri Vell                                                                                                 |                                                      | Old Esplugues de Llobregat Cemetery       | Modifica les dades a Wikidata |
|        | Claustre de Santa Maria de Montsió                   | Esplugues de Llobregat | claustre                                                                       | Estil: arquitectura gòtica                                                                    | 41° 22′ 46″ N, 2° 05′ 15″ E / 41.37955°N,2.087526°E ca:Carrer Església                                                                                                 | bé cultural d'interès local                          | Cloister of Santa Maria de Montsió        | Modifica les dades a Wikidata |
|        | Creu de terme                                        | Esplugues de Llobregat | creu de la Santa Missió                                                        | Estil: arquitectura popular                                                                   | 41° 22′ 56″ N, 2° 05′ 24″ E / 41.382169444444°N,2.0900333333333°E 128 msnm                                                                                             | bé integrant del patrimoni cultural català           | Creu de terme d'Esplugues de Llobregat    | Modifica les dades a Wikidata |
|        | Edificis Nestlé                                      | Esplugues de Llobregat | edifici administratiu                                                          |                                                                                               | 41° 22′ 48″ N, 2° 05′ 37″ E / 41.380088806152344°N,2.093738079071045°E ca:Av. Països Catalans, 33-49                                                                   |                                                      | Edifici Nestlé (Esplugues de Llobregat)   | Modifica les dades a Wikidata |
|        | Esplugues de Llobregat                               | Esplugues de Llobregat | entitat singular de població capital municipal ens local històric de Catalunya | 47700 hab                                                                                     | 41° 22′ 38″ N, 2° 05′ 17″ E / 41.37732°N,2.08809°E 81 msnm |                                                      |                                           | Modifica les dades a Wikidata |
|        | Estació de Can Vidalet                               | Esplugues de Llobregat | estació de metro estació soterrada                                             | 1976 Anomenat per: Can Vidalet                                                                | 41° 22′ 17″ N, 2° 05′ 58″ E / 41.371388888889°N,2.0995722222222°E |                                                      | Can Vidalet metrostation                  | Modifica les dades a Wikidata |
|        | Estació de Finestrelles - Sant Joan de Déu           | Esplugues de Llobregat | estació de ferrocarril                                                         |                                                                                               | 41° 23′ 00″ N, 2° 06′ 07″ E / 41.3832°N,2.10196°E |                                                      |                                           | Modifica les dades a Wikidata |
|        | Fàbrica Montesa                                      | Esplugues de Llobregat | fàbrica                                                                        | Arquitecte: Frederic de Correa i Ruiz Alfons Milà i Sagnier 1963 Estat: enderrocat o destruït | 41° 22′ 01″ N, 2° 05′ 03″ E / 41.366977°N,2.084052°E ca:Verge de la Paloma, 21-53                                                                                      | bé integrant del patrimoni cultural català           | Fàbrica Montesa (Esplugues de Llobregat)  | Modifica les dades a Wikidata |
|        | Jardins de la Societat General d'Aigües de Barcelona | Esplugues de Llobregat | jardí                                                                          |                                                                                               | | bé cultural d'interès local                          |                                           | Modifica les dades a Wikidata |
|        | La Ben Plantada i altres personatges                 | Esplugues de Llobregat | obra escultòrica monument                                                      |                                                                                               | 41° 22′ 48″ N, 2° 05′ 44″ E / 41.38007354736328°N,2.095431089401245°E ca:Plaça Elisabeth Eidenbenz / Sant Mateu                                                        |                                                      |                                           | Modifica les dades a Wikidata |
|        | Parc de Can Vidalet                                  | Esplugues de Llobregat | parc element arquitectònic                                                     | Estil: arquitectura eclèctica Superfície: 3.8ha                                               | 41° 22′ 31″ N, 2° 05′ 50″ E / 41.37525556°N,2.09722778°E ca:Av. Laureà Miró, 1-67 / Molí, 102-112 / Cedres, 40-122 / Glicines, 12-22 / Eucaliptus, 2-16 / Caquis, 2-22 | bé cultural d'interès local                          | Parc de Can Vidalet                       | Modifica les dades a Wikidata |
|        | Prototips Montesa 1945-1970                          | Esplugues de Llobregat | monument commemoratiu                                                          | 1971                                                                                          | |                                                      |                                           | Modifica les dades a Wikidata |
|        | Puig d'Ossa                                          | Barcelona Sant Just Desvern Esplugues de Llobregat Pedralbes                                                                                       | muntanya                                                                       |                                                                                               | 41° 23′ 37″ N, 2° 05′ 52″ E / 41.3936585908°N,2.0978784699°E 389 msnm                                                                                                  |                                                      | Mountain of Sant Pere Màrtir              | Modifica les dades a Wikidata |
|        | Templet al Parc de Can Vidalet                       | Esplugues de Llobregat | element arquitectònic templet                                                  | Estil: arquitectura eclèctica                                                                 | 41° 22′ 28″ N, 2° 05′ 48″ E / 41.3745°N,2.09676°E Parc de Can Vidalet                                                                                                  |                                                      | Templet del parc de Can Vidalet           | Modifica les dades a Wikidata |
|        | Torrent Gornal                                       | Esplugues de Llobregat l'Hospitalet de Llobregat                                                                                                   | curs d'aigua                                                                   |                                                                                               | |                                                      |                                           | Modifica les dades a Wikidata |
|        | UE Rayo Esplugues                                    | Esplugues de Llobregat | club de futbol                                                                 | 1959                                                                                          | |                                                      |                                           | Modifica les dades a Wikidata |
|        | Zona de Baixes Emissions Rondes Barcelona            | Barcelona l'Hospitalet de Llobregat Sant Adrià de Besòs Esplugues de Llobregat Cornellà de Llobregat                                               | ubicació geogràfica                                                            | Superfície: 95km²                                                                             | |                                                      | Zona de Baixes Emissions Rondes Barcelona | Modifica les dades a Wikidata |
|        | conjunt urbà al carrer Sometents                     | Esplugues de Llobregat | conjunt urbà                                                                   |                                                                                               | 41° 22′ 44″ N, 2° 05′ 29″ E / 41.379°N,2.0914°E | bé cultural d'interès local                          |                                           | Modifica les dades a Wikidata |
|        | fort de Sant Pere Màrtir                             | Esplugues de Llobregat | fortificació                                                                   | Estil: arquitectura popular                                                                   | 41° 23′ 42″ N, 2° 05′ 56″ E / 41.3949°N,2.099°E | bé d'interès cultural bé cultural d'interès nacional | Fort de Sant Pere Màrtir                  | Modifica les dades a Wikidata |
|        | monestir de Santa Maria de Montsió                   | Esplugues de Llobregat | edifici religiós                                                               | Estil: historicisme arquitectònic                                                             | 41° 22′ 46″ N, 2° 05′ 14″ E / 41.37957763671875°N,2.08718204498291°E ca:Carrer Església, 78-82                                                                         |                                                      |                                           | Modifica les dades a Wikidata |
|        | xemeneia sobre el Farré                              | Esplugues de Llobregat | xemeneia de fàbrica                                                            | Estil: arquitectura popular                                                                   | 41° 22′ 12″ N, 2° 05′ 34″ E / 41.3699755°N,2.0927216°E | bé integrant del patrimoni cultural català           | Xemeneia sobre el Farré                   | Modifica les dades a Wikidata |